# Bobr-Klasse
Die Bobr-Klasse (russisch: Бобр) war eine Klasse von zwei Kanonenbooten der Kaiserlich Russischen Marine. Ab Mitte der 1880er-Jahre gebaut, dienten die Boote im Russisch-Japanischen Krieg.

## Geschichte

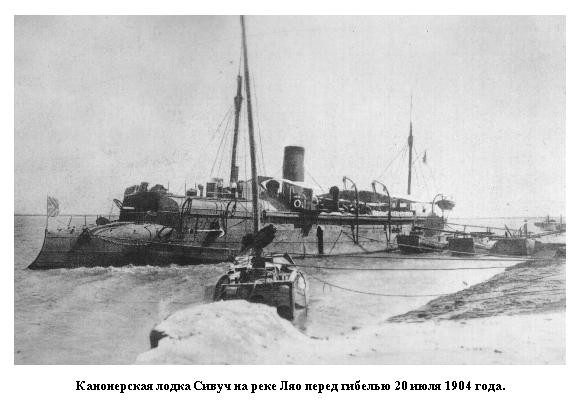
Kanonenboot Siwutsch

Russland hatte mit den Monitoren der Bronenossez-Klasse und den Kanonenbooten des Typs Smertsch in den 1860er-Jahren eine Serie von gepanzerten Kriegsschiffen in Dienst gestellt, die vorrangig zur Küstenverteidigung eingesetzt werden sollten. Diese Schiffe trugen ihre Bewaffnung in Geschütztürmen. Bau und Einsatz der Boote hatten die prinzipielle Richtigkeit dieses Entwicklungsweges bestätigt; er führte schließlich über die Panzerturmfregatten der Admiral-Lasarew-Klasse zu den russischen Linienschiffen. Allerdings war die Beschaffung einer ausreichenden Anzahl solcher Boote für ein Land mit ausgedehnten Küsten schlichtweg zu teuer. Mit der Doschd-Klasse war ein Typ entstanden, der lediglich mit einem großkalibrigen Geschütz ausgerüstet war. Auf eine Panzerung wurde verzichtet, einziger Schutz des Schiffes waren seine geringe Größe und seine Geschwindigkeit. Da die meisten Schiffsgeschütze zur damaligen Zeit zum Kampf gegen kleine schnelllaufende Ziele nicht geeignet waren, erschien dies ausreichend. Unbefriedigend war jedoch die geringe Autonomie, die bei nur rund vierzig Stunden lag, sowie die für einen ganzjährigen Einsatz unzureichende Seefestigkeit. Zur Ausrüstung seiner Flottenverbände in der Ostsee, dem Schwarzen und dem Mittelmeer sowie im Pazifik benötigte Russland größere hochseetaugliche Küstenverteidigungsschiffe mit großer Reichweite und starker Bewaffnung. Der Tiefgang sollte so gering sein, dass größere Flüsse befahren werden konnten. Geschwindigkeit und Panzerung erschienen weniger wichtig, da der Einsatz in der Schlachtlinie nicht vorgesehen war.
Ausgehend von diesen Forderungen wurde in Russland ein Projekt für ein Kanonenboot entwickelt, das im Pazifik eingesetzt werden sollte. Als Hauptbewaffnung war die 9-Zoll-Kanone Modell 1877 vorgesehen. Die Waffe wurde im vorderen Teil des Schiffes in der Schiffsmittelinie eingebaut. Das Geschütz war dabei in die Aufbauten integriert, was den Booten ihr charakteristisches Aussehen verlieh. Die Waffe war um jeweils 36 Grad zur Schiffsmittellinie schwenkbar. Der Verzicht auf den schweren Panzerturm führte letztendlich zu einem höheren Freibord der Boote, was die Seefestigkeit verbesserte. Allerdings war der Richtbereich der Hauptbewaffnung stark eingeschränkt. Da die Boote im Gefecht jedoch nicht an die Schlachtlinie gebunden waren, fiel dies nicht ins Gewicht. Zusätzlich kam eine 152-mm-L/28-Kanone zum Einsatz. Die Waffe wurde offen auf dem Heck des Schiffes aufgestellt und hatte einen nur durch die Aufbauten des Bootes begrenzten Schwenkbereich. Ergänzt wurde die Bewaffnung durch sechs 107-mm-Geschütze, vier 37-mm-Hotchkiss-Kanonen und ein 63,5-mm-L/19-Landungsgeschütz. Auf eine Panzerung wurde weitgehend verzichtet, lediglich das Deck war in einer Stärke von 12,7 mm gepanzert.
Die konstruktive Verdrängung der Boote betrug 950 t, lag tatsächlich aber bei 1134 (Siwutsch) bzw. 1230 t (Bobr). Bei einer Länge von 57,14 m und einer Breite von 10,67 m lag der Tiefgang bei 2,9 m. Die Boote hatten einen fast ebenen Boden, was zum geringen Tiefgang beitrug und außerdem die Stabilität beim Einsatz der Hauptbewaffnung erhöhte. Die Boote waren zunächst als Brigg getakelt, später wurde die gesamte Besegelung entfernt und durch drei leichte Signalmasten ersetzt. Angetrieben wurden die Boote durch jeweils zwei Zweifach-Verbunddampfmaschinen mit einer Leistung von rund 1100 PSi, die Höchstgeschwindigkeit lag knapp über 11 Knoten. Der Dampf wurde in jeweils sechs Zylinderkesseln erzeugt. Der Kohlevorrat betrug 180–200 t, damit lag der Fahrbereich bei rund 1000 sm.
Der Bau der Admiral Lazarew und ihrer Schwesterschiffe hatte gezeigt, dass es möglich war, in Russland moderne gepanzerte Kriegsschiffe zu bauen. Der Bau der Schiffe hatte wesentliche Impulse zur Entwicklung der russischen eisenverarbeitenden und Schiffbauindustrie geliefert. Allerdings war er langwierig und kompliziert. Der Bau einer größeren Anzahl Schiffe in kurzer Zeit erschien nicht möglich, so dass für den Bau auch ausländische Werften herangezogen wurden. Die beiden Boote wurden 1884 im Ausland gebaut. Die Bobr wurde bei Crichton in Abo im damals mit Russland durch Personalunion verbundenen Großfürstentum Finnland gebaut, die Siwutsch bei Bergsund in Stockholm. Durch die unterschiedlichen Bauwerften ergaben sich geringfügige Abweichungen bei Maßen und Gewichten und in den Leistungsdaten.
Beide Schiffe kamen im Russisch-Japanischen Krieg zum Einsatz und gingen verloren. Die Siwutsch wurde am 2. August 1904 von ihrer Besatzung auf dem Liao He versenkt, da keine Möglichkeit bestand, zu den russischen Stützpunkten in Port Arthur oder Wladiwostok zu gelangen. Die Bobr wurde am 26. Dezember 1904 in Port Arthur versenkt.

## Boote der Klasse
Die Klasse umfasste die Boote
- Bobr (Бобр)
- Siwutsch (Сивуч)